# Aleșd
Aleșd (en húngaro: Élesd) es una ciudad de Rumania en el distrito de Bihor.

## Geografía
Se encuentra a una altitud de 228 m s. n. m. a 545 km de la capital, Bucarest.

## Demografía
Según estimación 2012 contaba con una población de 10 415 habitantes.
| 1948 | 1956 | 1966 | 1977  | 1992   | 2002   | 2012   |
| s/d  | s/d  | s/d  | 9 608 | 10 920 | 10 415 | 11 251 |